# György Lukács
György Lukács ur. jako György Bernát Löwinger (ur. 13 kwietnia 1885 w Budapeszcie, zm. 4 czerwca 1971 tamże) – węgierski filozof marksistowski i historyk literatury, estetyk żydowskiego pochodzenia, działacz węgierskiego i międzynarodowego ruchu robotniczego, członek Komunistycznej Partii Węgier.

## Życiorys
Urodził się w rodzinie zamożnego żydowskiego bankiera barona Józsefa Löwingera (1855–1928) i Adeli Wertheimer (1860–1917) jako jeden z trójki rodzeństwa. Po ukończeniu sławnego Fasori Gimnázium, studiował na uniwersytetach w Budapeszcie, Berlinie i Heidelbergu. W tym czasie znajdował się pod wpływem Georga Simmla (1858–1918) oraz Maxa Webera (1864–1920). W 1906 uzyskał doktorat z ekonomii i nauk politycznych na uniwersytecie w Kolozsvár za dysertację napisaną pod kierunkiem pierwszego z nich. W 1909 uzyskał tytuł doktora filozofii na Uniwersytecie w Budapeszcie. Na Lukácsa w pewnym stopniu oddziaływała także filozofia syndykalizmu Georges’a Sorela (1847–1922), zwłaszcza przez twórczość Ervina Szabó (1877–1918), najwybitniejszego przedstawiciela syndykalizmu na Węgrzech. W 1911 ogłosił dwie rozprawy o literaturze: Dusza i formy (wyd. 1911) i Teoria powieści (wyd. 1916, wyd. polskie 1968). 
W 1915 roku został powołany do wojska, gdzie spędził zaledwie rok. Po opuszczeniu armii pracował nad książką "Filozofia Sztuki" (niem. Philosophie der Kunst), którą w 1918 na Uniwersytecie w Heidelbergu przedstawił jako rozprawę habilitacyjną.
W 1918 wstąpił do Komunistycznej Partii Węgier. W okresie Węgierskiej Republiki Rad (21 marca – 1 sierpnia 1919 r.) pełnił funkcję zastępcy komisarza ludowego ds. nauki, następnie komisarza politycznego V Czerwonej Dywizji. Uczestniczył w walkach na froncie rumuńskim i organizował Robotniczy Uniwersytet im. Karola Marksa. 
Po upadku Republiki wyemigrował do Wiednia. Tam został aresztowany i wydany w ręce władz węgierskich. Po kampanii publicznej na rzecz jego uwolnienia, w której wzięli udział m.in. Thomas Mann, został zwolniony z więzienia i przebywał w Wiedniu do 1929 roku. W Wiedniu działał w KPW. Publikował w wiedeńskim piśmie „Kommunist” artykuły o nastawieniu ultraradykalnym. Rozprawy napisane w latach 1919–1922: Czym jest marksizm ortodoksyjny?, Marksistka Róża Luksemburg, Świadomość klasowa, Urzeczowienie i świadomość proletariatu, Zmiana funkcji materializmu historycznego, Legalność i nielegalność, Krytyczne uwagi o „Krytyce rewolucji rosyjskiej” Róży Luksemburg, Metodyczne uwagi w kwestii organizacji złożyły się na wybitną, ale i kontrowersyjną, książkę Lukácsa Historia i świadomość klasowa (Geschichte und Klassenbewusstsein, 1922; wyd. polskie 1988).
W Historii i świadomości klasowej Lukács poddał krytyce tendencje do utożsamiania filozofii marksistowskiej z materializmem ekonomicznym i przyrodniczym, zdecydowanie odrzucił kontemplatywizm i mechanicyzm w filozofii, podkreślał wartość i znaczenie humanizmu, ideę osobowości czynnej, aktywnej; interesujące są jego analizy fetyszyzmu towarowego, reifikacji i dialektyki. Zarazem jednak Lukács przeciwstawiał twórczość Karola Marksa twórczości Fryderyka Engelsa, którego poglądy oceniał krytycznie: odrzucał znaczenie materializmu filozoficznego w marksizmie, negował dialektykę przyrody i teorię odbicia, silnie akcentował znaczenie dialektyki heglowskiej.
Książka Lukácsa wywołała ożywioną dyskusję, w środowisku większości marksistów osądzona została krytycznie. W latach późniejszych, pod wpływem dominującej stalinowskiej wykładni marksizmu, Lukács wielokrotnie odcinał się od poglądów w niej przedstawionych, określając je jako produkt niedojrzałości młodzieńczej, etap w swoim rozwoju od Hegla do Marksa i marksizmu.
Nowy okres w twórczości Lukácsa rozpoczął się w ZSRR, dokąd wyemigrował w 1933, po dojściu Hitlera do władzy. W wystąpieniu na sesji naukowej poświęconej pracy W.I. Lenina Materializm a empiriokrytycyzm poddał krytyce swoje dotychczasowe stanowisko polityczne i filozoficzne, także pracę Geschichte und Klassenbewusstsein. W latach 1933–1945 pracował w Instytucie Filozofii Akademii Nauk ZSRR; z tego okresu pochodzą jego rozprawy z teorii literatury poświęcone poglądom estetycznym Marksa i Engelsa, problemom realizmu, powieści historycznej, twórczości Goethego, niemieckiej literatury. Szczególne znaczenie ma jego praca doktorska poświęcona filozofii heglowskiej, obroniona w 1936, wydana w 1948 pt. Der Junge Hegel und die Problemen der kapitalistischen Gesellschaft (wyd. polskie: Młody Hegel. O powiązaniach dialektyki z ekonomią, 1980). Praca ta pod wieloma względami miała charakter pionierski w studiach nad twórczością G.W.F. Hegla; obalając poglądy o rzekomo teologicznym charakterze wczesnej twórczości Hegla, Lukács dowodził jej republikańskiego i realistycznego charakteru; przeprowadził interesującą analizę kategorii „alienacja” u Hegla.
W 1944 powrócił na Węgry. Objął katedrę estetyki i filozofii kultury na uniwersytecie w Budapeszcie, a w 1950 został członkiem Węgierskiej Akademii Nauk. Kontynuował krytykę irracjonalizmu w filozofii (zapoczątkowaną w pracy o młodym Heglu) i burżuazyjnej kulturze, w którym dostrzegał ideowe przygotowanie faszyzmu (praca Die Zerstoerung der Vernunft, 1954).
22 listopada 1950 w Warszawie na II Kongresie Obrońców Pokoju został wybrany w skład Światowej Rady Pokoju.
W 1956, po XX Zjeździe KPZR, wystąpił z ostrą krytyką kultu jednostki, zdecydowanie piętnował jego następstwa. W czasie powstania węgierskiego jesienią 1956 pełnił funkcję ministra oświaty w rządzie Imre Nagya. Po upadku rządu Nagya został internowany w Rumunii. Po reorganizacji Węgierskiej Partii Pracy w Węgierską Socjalistyczną Partię Robotniczą nie znalazł się w szeregach partii. 
W tym czasie, w 1956 r., został członkiem zagranicznym PAN. 
W latach 60. wydał pierwszą część fundamentalnego, trzyczęściowego dzieła Die Eigenart des Aesthetischen (1963), w którym przedstawił podstawy marksistowskiej estetyki, problemy zastosowania teorii odbicia do dziedziny sztuki, stosunku estetyki do rzeczywistości, przechodzenia od odbicia potocznego do estetycznego.
Jednocześnie śledził uważnie zmiany zachodzące na Węgrzech i w międzynarodowym ruchu robotniczym. W 1966 w wywiadzie dla „L’Unity”, dał wyraz swemu pozytywnemu stosunkowi do reformy gospodarczej w kraju i rozwijającej się demokracji socjalistycznej po wydarzeniach w 1956; wkrótce został także członkiem WSPR.
Ostatnie dzieło, o ontologii bytu społecznego, Lukács pozostawił jedynie w zarysie (wyd. polskie: Wprowadzenie do ontologii bytu społecznego, 3 tomy, 1982–1985). Podejmuje ono materialistyczną interpretację celowej i aktywnej działalności podmiotu ludzkiego za pomocą pojęcia pracy, podstawowej formy działalności ludzkiej.
Twórczość Lukácsa, złożona i miejscami kontrowersyjna, stanowi wkład w rozwój myśli marksistowskiej oraz do ogólnoświatowej myśli filozoficznej.

## Życie prywatne
Jako poddany Monarchii Austro-Węgierskiej formalnie nosił, odziedziczony po ojcu tytuł barona, jego pełne nazwisko brzmiało: baron Georg Bernhard Lukács von Szegedin (po węgiersku Szegedi Lukács György Bernát). 
W 1914 poślubił rosyjską działaczkę polityczną, Jelenę Grabenko. W 1919 w Wiedniu poślubił swoją drugą żonę, Gertrud Bortstieber.
Lukács był w dużym stopniu pierwowzorem postaci Naphty w powieści Thomasa Manna Czarodziejska góra.

## Prace w języku polskim
- Balzac, Stendhal i Zola (tłum. Ryszard Matuszewski; wyd. Książka i Wiedza, Warszawa 1951);
- Od Goethego do Balzaka (wyd. Państwowy Instytut Wydawniczy, 1958);
- Teoria powieści (wyd. Państwowy Instytut Wydawniczy, 1968);
- Młody Hegel: o powiązaniach dialektyki z ekonomią (tłum. Marek Jan Siemek; wyd. Państwowe Wydawnictwo Naukowe, 1980);
- Wprowadzenie do ontologii bytu społecznego (tłum. Kazimierz Ślęczka; wyd. Państwowe Wydawnictwo Naukowe, tom 1 – 1982, tom 2-część 1, i tom 2-część 2 – 1984, tom 3 – 1985);
- Historia i świadomość klasowa: studia o marksistowskiej dialektyce (tłum. Marek Jan Siemek; wyd. Państwowe Wydawnictwo Naukowe, 1988);
- Pisma krytyczno-teoretyczne Georga Lukácsa [1908–1932] (wybór: Stefan Morawski; wyd. Instytut Kultury, 1994).